# Bibio melanopilosus
Bibio melanopilosus är en tvåvingeart som beskrevs av Hardy 1936. Bibio melanopilosus ingår i släktet Bibio och familjen hårmyggor.
Artens utbredningsområde är Kalifornien. Inga underarter finns listade i Catalogue of Life.